# Гэллап, Клифф
Клифтон «Клифф» Гэллап (17 июня 1930 — 9 октября 1988) — американский гитарист, игравший с Джином Винсентом и его группой Blue Caps.

## Биография
В феврале 1956 года, местный радио диджей Шериф Текс Дэйвис (William Douchette, 1914—2007) услышал выступление Джина Винсента на талант-шоу в Норфолке, штат Вирджиния, стал его менеджером, и собрал группу из местных музыкантов для аккомпанемента. В группу вошел Гэллап, который ранее играл в местной группе, the Virginians, и который был старше Винсента и других членов группы. В мае 1956 года группа участвовала в записи в Нэшвилле, штат Теннесси. Продюсер Кен Нельсон вызвал сессионных музыкантов, на случай если Blue Caps не справятся, но как только Гэллап заиграл соло в «Race with the Devil», стало понятно, что помощь сессионщиков не понадобится.
Гэллап записал 35 песен с Джином Винсентом, включая его самый большой хит, «Be-Bop-A-Lula», и зарекомендовал себя как один из наиболее техничных гитаристов в рок-н-ролле. Будучи женатым, Гэллап неохотно ездил в туры и покинул группу в конце 1956 года, вернувшись в студию в том же году для второй пластинки Джина Винсента. В середине 1960-х годов Гэллап записал сольный альбом,Straight Down the Middle, в более сочном инструментальном стиле, похожий на стиль Чета Аткинса и Леса Пола. Гэллап иногда играл с местными группами, работая ремонтным работником в школе. В последний раз он играл с группой the H-Lo’s в Норфолке за 48 часов до своей смерти от инфаркта.
На момент своей смерти в 1988 году, он был директором технического обслуживания и транспортных перевозок в городской школьной системе города Чесапик, Вирджиния, где проработал почти 30 лет. По просьбе его вдовы, некрологи в местных газетах не упоминали о его участии в группе Джина Винсента . Клифф Гэллап повлиял также на таких гитаристов, как Эрик Клэптон и Джефф Бек. Последний записал в 1993 году альбом Crazy Legs, состоящий из песен Винсента и считается критиками данью уважения Гэллапу и Винсенту.

## Гитарная техника и оборудование
Характерный стиль Гэллапа состоял в том, что правой рукой он играл медиатором в сочетании с игрой средним и безымянным пальцами, а также используя мизинец на рычаге тремоло. За короткое время работы в качестве соло-гитариста он играл на гитаре Gretsch 6128 (Duo-Jet), вероятно, оснащенным двумя катушечными звукоснимателями De Armond, и рычагом Бигсби. Гэллап использовал Standel 25L15 (26-ваттный ламповый усилитель с одним 15-дюймовым динамиком) для студийной работы и Fender Tweed для концертов. По словам одного из источников, Гэллап добился такого звучания своей гитары, самостоятельно сконструировав из деталей старого магнитофона эхо-систему, используемую в усилителе, но по другим данным, эффект эха его гитары был придуман в студии продюсером Кеном Нельсоном.
1. 1 2  Cliff Gallup // Discogs (англ.) — 2000.